# Fred Moseley
Fred Baker Moseley (22 de marzo de 1946) es un economista marxista estadounidense conocido por su trabajo en teoría económica, especialmente en el campo de la economía política desde una perspectiva marxista.

## Carrera
Moseley se graduó y recibió una licenciatura de la Universidad Stanford en 1968, trabajó durante dos años en la Universidad de Massachusetts Amherst, donde recibió su doctorado en Economía en 1982. Ha sido profesor en el Departamento de Economía del Mount Holyoke College enseñando historia del pensamiento económico, teoría macroeconómica, sistemas económicos comparados, historia económica de Estados Unidos y ciclos económicos.
Moseley ha contribuido a la teoría económica marxista en la discusión sobre la teoría del valor trabajo, la tasa decreciente de ganancia, el problema de la transformación y la crítica del capitalismo. Moseley sostiene que Marx entendió el " valor" como una variable "macromonetaria" (la cantidad total de trabajo añadido en un año dado más la depreciación del capital fijo en ese año), que luego se concreta en el nivel de los precios individuales de producción, lo que significa que los "valores individuales" de las mercancías no existen.

## Publicaciones
- The Falling Rate of Profit in the Postwar United States Economy (1991)
- Marx’s Logical Method: A Reexamination (1993)
- Heterodox Economic Theories: True or False?(1995)
- New Investigations of Marx’s Method (1997)
- A 'New Solution' for the Transformation Problem: A Sympathetic Critique (1999)
- Marx’s Theory of Money: Modern Appraisals (2004)
- Marx's "Capital" and Hegel's "Logic" (co-edited with Tony Smith, 2014)
- Marx's Economic Manuscript of 1864–1865 (2015)
- Money and Totality: A Macro-monetary Interpretation of Marx's Logic in Capital and the End of the 'transformation Problem' (2015)
- Marx’s Theory of Value in Chapter 1 of Capital: A Critique of Heinrich’s Value-Form Interpretation (2023)